# Triada Hakima
Triada Hakima (ang. triade of Hakim), także triada Hakima-Adamsa, od nazwiska Raymonda Delacy′ego Adamsa – triada objawów występująca w wodogłowiu normotensyjnym, na którą składają się:
- zaburzenia chodu
- odwracalne otępienie
- nietrzymanie moczu.

Nazwana na cześć odkrywcy wodogłowia normotensyjnego, Salomóna Hakima.